# Victor Lewis
Victor Lewis (født 20. maj 1950 i Omaha, Nebraska) er en amerikansk jazztrommeslager, pianist og komponist.
Lewis er nok bedst kendt fra Stan Getz´s gruppe i 1980´erne, men fik sit egentlige gennembrud med Woody Shaw, 
og en indspilning med denne nemlig Moontrane som er en jazzklassiker den dag i dag. 
Lewis har desuden spillet med blandt andet Joe Farrell, David Sanborn, Hubert Laws, Carla Bley, Kenny Barron, Art Farmer, John Scofield, Bobby Hutcherson, Johnny Griffin og Mike Stern.
Lewis spiller i moderne hardbop stil, men mestre også den friere musik og rock og gospel musikken.
Han har ledet og indspillet med egne grupper.